# رپلون (آتلانتیکو)
رپلون (آتلانتیکو) (به اسپانیایی: Repelón) یک سکونتگاه مسکونی در کلمبیا است که در بخش آتلانتیکو واقع شده‌است.